# タニサトシ
タニ サトシは、株式会社イニス所属のサウンドクリエイター・作曲家・編曲家。

## 来歴
音楽制作事務所で作曲、編曲、マニピュレーター、レコーディング、シンセサイザーの音色開発などを行う。1998年から翌年にかけて冨田勲の源氏物語交響絵巻コンサートのシンセサイザー・マニピュレーターとして国内外公演に参加。
その後、フリーランスとしてアーティスト活動、レーベル設営、音楽系ウェブサイトの運営などの活動を経て、2005年、株式会社イニスに入社。サウンドデザインリードとして、ゲームの楽曲や効果音の作成、サウンド・ディレクションなどに携わる傍ら、『キーボード・マガジン』等の専門誌にて特集記事や製品レビューなどを執筆。

## 主な作品

### ゲーム
- RAIN WONDER TRIP（PSP, 2006年）
- Elite Beat Agents（DS, 2006年）
- 燃えろ!熱血リズム魂 押忍!闘え!応援団2（DS, 2007年）
- Lips（Xbox 360, 2009年）
- The Black Eyed Peas Experience（Ubisoft Xbox 360, 2011年）
- DEMONS' SCORE（iOS, 2011年）
- The Hip Hop Dance Experience（Ubisoft Xbox 360, 2012年）
- Eden to Green（iOS、2013年）
- God of Sphere 〜千年少女と七つ首の大ドラゴン〜 (iOS/Android, 2014年)
- ドラゴンリバーシ iOS/Android, 2014年）
- 頭文字D パーフェクトシフト ONLINE（3DS, 2014年）
- Tokyo 7th シスターズ（iOS/Android, 2014年）
- Just Sing（Ubisoft）（PS4/Xbox One, 2016年）

## その他
CEDEC2012にて、「海外製ミドルウェアを使ったサウンド制作 ～Wwiseは如何にしてダンスを覚えたか～」をテーマに講演。